# Luís de Sousa (político)
Luís de Sousa (Florianópolis, 16 de março de 1914) é um advogado e político brasileiro.
Filho de Acelino de Sousa e de Arminda Sousa.
Bacharel em direito pela Faculdade de Direito de Santa Catarina (1937).
Foi deputado à Assembleia Legislativa de Santa Catarina na 2ª legislatura (1951 — 1955) e na 3ª legislatura (1955 — 1959), eleito pela União Democrática Nacional (UDN).